# Lenguas elemanas
Las lenguas elemanas constituyen una subfamilia bien identificada dentro de las lenguas trans-neoguineanas. 

## Clasificación
Las cinco lenguas de la familia elemana están claramente relacionadas. El primero en reconocer el parentesco fue Sidney Herbert Ray en 1907. Posteriormente las clasificaciones de Stephen Wurm (1975) y de Malcolm Ross (2005) consideraron que esta familia formaría parte de la agrupación filogenética trans-neoguineana. Ross considera que el Kaki Ae y el Purari, considerados previamente lenguas aisladas podrían estar emparentadas con las otras lenguas eleman. Las lenguas eleman-purari-tate son:
- Purari (7 mil hablantes) hablado en la cuenca del río Purari.
- Kaki Ae (300 hablantes) hablado al sureste de Kerema.
- Elemano propiamene dicho:
  - Keuru (4 mil hablantes) hablado entre las desembocaduras del río Purari y del Bairú.
  - Opao (mil hablantes) hablado cerca del territorio keuru.
  - Orokolo (13 mil hablantes) hablado entre las desembocaduras del río Purari y del Bairú.
  - Toaripi (23 hablantes) hablado en Kerema.
  - Tairuma (Uaripi) (4000 hablantes) hablado en Uaripi, cerca de Kerema.

Existe un trabajo comparativo debido a Brown (1973). Brown (1968) es un diccionario de toaripi la lengua elemana con mayor número de hablantes.

## Comparación léxica
Los numerales en diferentes lenguas elemanas son:
| GLOSA | Purari        | Kaki Ae     | Elemano propio | Elemano propio | Elemano propio | Elemano propio | Elemano propio | Elemano propio | PROTO- ELEMANO |
| GLOSA | Purari        | Kaki Ae     | Toaripi        | Uaripi         | Tairuma        | Opao           | Keuro          | Orokolo        | PROTO- ELEMANO |
| ----- | ------------- | ----------- | -------------- | -------------- | -------------- | -------------- | -------------- | -------------- | -------------- |
| '1'   | monou         | oki         | farakeka       | farikapu       | fareapo        | haipori        | loriakori      | haroapo        | *ɸareʔapu      |
| '2'   | rere          | ũʔũka       | orakoria       | elakere        | heraake        | helaukai       | lahoaha        | orahokaila     | *herauka       |
| '3'   | rere kaiane   | ũʔũka oki   | oroisoria      | iroisori       | hiruusu        |                |                | ilehoila       | *hirosori      |
| '4'   | morere-morere | ũʔũka ũʔũka | oraka-raka     | elaka-elaka    | fari           |                |                | hari-ila       | *2+2 *ɸari     |
| '5'   | kaupu         | upu okaʔi   | mai-tai-fere   |                | mai tai        |                |                | hue-ila        | *okaʔi         |
| '6'   |               |             |                |                | 5+1            |                |                | aukava-ila     |                |
| '7'   |               |             |                |                | 5+2            |                |                | parae-ila      |                |
| '8'   |               |             |                |                | 5+3            |                |                | ari-ila        |                |
| '9'   |               |             |                |                | 5+4            |                |                | kae-ila        |                |
| '10'  |               | okaʔi okaʔi |                |                | mai tai tai    |                |                | mai ukai ukai  | *okaʔi okaʔi   |